# Seita Murai
Seita Murai (japanisch 村井 清太 Murai Seita; * 29. August 2000 in der Präfektur Kanagawa) ist ein japanischer Fußballspieler.

## Karriere
Seita Murai erlernte das Fußballspielen in der den Jugendmannschaften des Nakanoshima FC und Tokyo Verdy. Seinen ersten Vertrag unterschrieb er 2019 beim FC Imabari. Der Verein aus Imabari, einer Stadt in der Präfektur Ehime, spielte in der vierten japanischen Liga, der Japan Football League. Ende 2019 stieg er mit dem Verein als Tabellendritter in die dritte Liga auf. 2019 bestritt er drei Spiele in der vierten Liga. Sein Drittligadebüt gab Seita Murai am 3. November 2020 (25. Spieltag) im Heimspiel gegen die U23-Mannschaft des Erstligisten Gamba Osaka. Hier wurde er in der 82. Minute für Shungo Tamashiro eingewechselt. Imabari gewann das Spiel mit 2:0. 2020 stand er für Imabari dreimal in der dritten Liga auf dem Spielfeld. Am 1. Februar 2021 wechselte er auf Leihbasis zum Viertligisten Nara Club. Für den Verein aus Nara absolvierte er sechs Ligaspiele. Im Anschluss wechselte er im April 2022 zum Regionallisten Ococias Kyoto AC.